# Acacesia yacuiensis
Acacesia yacuiensis är en spindelart som beskrevs av Susan Glueck 1994. Acacesia yacuiensis ingår i släktet Acacesia och familjen hjulspindlar. Inga underarter finns listade i Catalogue of Life.